# ウィルキンソン (飲料)
ウィルキンソン（WILKINSON）は、日本の炭酸水、炭酸飲料、低アルコール飲料、ジン、ウォッカの商標（ブランド）である。1989年に現在のブランドに改めるまではジンとウォッカを除き、ウヰルキンソンと表記していた。
過去にはクリフォード・ウヰルキンソン・タンサン鉱泉株式会社がウィルキンソンブランドとバヤリースブランドの商品を製造していたが、現在は炭酸水と炭酸飲料をアサヒ飲料、低アルコール飲料をアサヒビールが製造販売している。1989年の表記見直しの際、それまでジンジャーエールだった表記をジンジャエールに変更したが、瓶や缶の表記は変更したものの王冠の表記はジンジャーエールのままだった。現在は王冠の表記もジンジャエールとなっている。
2019年12月現在のキャッチコピーは「刺激、強め。」。

## 歴史
1889年（明治22年）頃に、日本に定住していたイギリス人のジョン・クリフォード・ウィルキンソンが狩猟の途中に、兵庫県有馬郡塩瀬村生瀬（現在の兵庫県西宮市塩瀬町生瀬）で天然の炭酸鉱泉を発見した。ウィルキンソンがこの鉱泉水をロンドンに送り分析してもらったところ、医療用・食卓用として非常に優れたものであるとの結果を得た。当時の日本政府は外国人向けの良質な食卓用水を求めていたこともあり、ウィルキンソンはこの鉱泉水を瓶詰めにして販売することを企画した。温泉会社からラムネ部門を譲り受け、イギリスから必要な設備を取り寄せて、兵庫県武庫郡良元村小林の紅葉谷（現・兵庫県宝塚市紅葉谷）に工場を設けて、1890年（明治23年）からボトリング事業を開始した。当初のブランドは仁王印ウォーターであった。
1901年（明治34年）に王冠（クラウンコルク）を使用した瓶を発売。1904年（明治37年）にザ・クリフォード・ウヰルキンソン・タンサン・ミネラルウォーター・カンパニー（資本金50万円）を設立、ブランドもウヰルキンソン・タンサンと改めた。その後、1905年（明治38年）頃に生産工場を兵庫県有馬郡塩瀬村生瀬（現・兵庫県西宮市塩瀬町生瀬）に移転（ウィルキンソンタンサン鉱泉宝塚工場）して、第一次世界大戦前後には販路を日本国外27地域に拡大する。
大正時代には、ジンジャーエールの製造を開始。1930年代に北米風のドライジンジャーエールを製品に加えた。戦時中に工場は接収され、軍需工場となり炭酸水の製造は打ち切られたが、戦後に再開する。
1950年（昭和25年）、アメリカ合衆国のゼネラルフーヅと提携し、バャリースの発売を開始する。
1951年（昭和26年）からはウヰルキンソン・タンサン鉱泉株式会社が製造を、朝日麦酒が販売を行う体制になる。その後、1983年（昭和58年）にアサヒビールが商標権を取得し、製造・販売ともアサヒビールとなる。
1989年（平成元年）、ブランド表記を現代仮名遣いに改めた。ウヰルキンソン→ウィルキンソン、ジンジャーエール→ジンジャエール、バャリース→バヤリースにそれぞれ変更される。
1990年（平成2年）に、クリフォード・ウィルキンソン・タンサン鉱泉株式会社宝塚工場が閉鎖。ウィルキンソンブランドの飲料は、兵庫県明石市のアサヒ飲料明石工場で生産されるようになる。
1994年（平成6年）にクリフォード・ウィルキンソン・タンサン鉱泉株式会社宝塚工場が解体された。
元々、100年以上にわたる伝統と信頼のブランドとして各方面から評価を得ているが、2000年代後半のハイボールブームおよび炭酸水を割り材として使用せずに無糖飲料としてそのまま飲む健康志向の消費者の増加による需要が決定的な追い風となり、2007年（平成19年）12月から3年3ヶ月連続で前年を上回るペースで推移しており、2010年（平成22年）は291万ケースと、3年前に比べて約1.8倍の販売量を記録している。
ラインナップについては、これまで飲食店向けのリターナブル瓶（「タンサン」は店頭販売向けのワンウェイ瓶も設定）を中心に展開していたが、2011年（平成23年）5月に「タンサン」に500mlペットボトルを追加（関東・中部地区は同年4月に先行発売）。新サイズの発売に際し、ブランド開始以来初となるTVCMの放映も行った。さらに、同年6月には「ジンジャエール辛口」を、同年8月には同社が発売していた「アサヒ 大人炭酸 グリーンコーラ」の事実上の後継商品としてジンジャーの辛みが効いたカロリーゼロ設計のコーラ「ドライコーラ」を順次発売。「タンサン」は、同年11月に500mlペットボトル4本入りのマルチパックを設定した。このことが功を奏し、2011年は476万ケース（前年比約1.6倍）とさらに伸ばし、過去最高の販売量を記録した。
2012年（平成24年）3月には、「タンサン」の500mlペットボトル4本パックを本格発売するとともに、小容量サイズの250ml缶を追加。さらに、「ジンジャエール」には店頭販売向けに500mlペットボトルを新たに追加発売した。同年6月には既存の「タンサン」にレモンフレーバーを加えた「タンサン レモン」を発売した。これにより、2012年の販売実績は684万ケース（前年比約1.4倍）となり、主力商品である「タンサン」はインテージのMBI（清涼飲料の全国小売店パネル調査）によるスパークリングウォーター市場における2012年の累計販売金額でNo.1ブランドとなった。
2013年（平成25年）4月には、新シリーズとして「ウィルキンソン ミキシング」を立ち上げ、第一弾となる「ミキシング グレープフルーツ」を発売し、同年7月には第二弾となる「ミキシング オレンジ」を発売した。同年9月にはサークルKサンクス限定商品として「ウィルキンソン レモネード」を発売。基本的にコンビニ限定商品扱いであるものの、1988年（昭和63年）に同商品の販売が終了して以来、25年ぶりに復活することとなった。2013年の販売実績は主力製品の「タンサン」や「ミキシング」シリーズの好調もあって、前年比143%の978万ケースに達し、インテージのMBIによるスパークリングウォーター市場における累計販売金額で、前年に引き続き2年連続でNo.1ブランドとなった。
「ウヰルキンソン・タンサン」の誕生から110年を迎える節目の年である2014年（平成26年）2月には、「ウィルキンソン ミキシング」シリーズの第三弾となる「ミキシング アップル」を発売。同年4月に、まず「ミキシング グレープフルーツ」が中身をブラッシュアップしてリニューアル。次いで、「タンサン」と「タンサン レモン」の500mlペットボトルをパッケージリニューアルし、パッケージ前面左上に110周年記念ロゴが配された。同年7月には「ウィルキンソン ミキシング」シリーズの新作として、「ミキシング ブラッドオレンジ」を発売し、翌月には（イオン・マックスバリュなど）限定品となる「ミキシング レモンミント」を発売した。同年12月には、ジンジャーフレーバーの炭酸水「タンサン クリアジンジャ」をオンラインストアAmazon.co.jp限定で発売。これらにより、2014年の販売実績は「ウィルキンソン」ブランドの発売以来初めての大台越えとなる1,092万函となり、インテージのSRIによる炭酸水市場（スパークリングウォーター含む）の累計販売金額においてNo.1ブランドとなった。
2015年（平成27年）4月には、「タンサン（ペットボトル・缶製品のみ）」と「タンサン レモン」をリニューアル。500mlペットボトルにはボトル肩部にダイヤカットの装飾を施した「ダイヤボトル」となり、「タンサンレモン」は中身もリニューアルを行った。さらに、「タンサン」は新サイズとして500mlペットボトル2本分のビッグボトルとなる1Lペットボトルを発売した。同年9月にはアサヒビールがウォッカをベースにしたブランド初の缶入り低アルコール飲料が発売され、「トニック」で割った赤のパッケージの「トニック+ウォッカ」と、「ジンジャエール」で割った緑のパッケージの「ジンジャエール+ウォッカ」の2種類を設定した。酒のため、パッケージ正面下に「これはお酒です。」、正面右上に「お酒」のアイコンがそれぞれ配されている。
2016年（平成28年）7月には、アサヒ飲料が炭酸水にコーラの香りを合わせた「タンサン ドライコーラ」を。アサヒビールが低アルコール飲料の新フレーバーとして、ジンベースの「ジントニック+レモンライム」を発売し、既存の「トニック+ウォッカ」と「ジンジャエール+ウォッカ」もリニューアルされた。
2017年（平成29年）3月には、アサヒビールが同ブランドの低アルコール飲料で初の期間限定フレーバーとして、ジンベースの「ジントニック+ビターグレープフルーツ」を発売。その翌月には、アサヒ飲料が「タンサン レモン」と「タンサン ドライコーラ」をリニューアル。このリニューアルで「タンサン レモン」はラベルデザインが従来のシルバー基調からブルー基調に変わり、「タンサン ドライコーラ」はキャップが赤色となった。同年6月にはニッカウヰスキーが製造する「ウヰルキンソン・ジン」と「ウヰルキンソン・ウォッカ」がパッケージリニューアルされ、さらに、ジンをベースに2種類のスピリッツ（レモンライム、グレープフルーツ）を加え、「タンサン」を使用した無糖タイプ「ハード無糖ドライ」を発売。同年9月には「ハード無糖レモン」が追加発売され、「ウィルキンソン・ハード」としてシリーズ化された。
2018年（平成30年）1月には、アサヒビールが低アルコール飲料「ウィルキンソン・ハード」に初の期間限定フレーバーとして「無糖ライム」が発売され、同年4月にはアサヒ飲料が辛口タイプの炭酸水「タンサン ドライ」を発売すると同時に、「タンサン」と「タンサン レモン」はパッケージリニューアル。「タンサン」の500mlペットボトル及び「タンサン レモン」・「タンサン ドライ」は氷を砕いたようなデザイン加飾が施された。併せて、これまでリターナブル瓶のみの設定だった「トニック」に初の500mlペットボトルが追加発売され、「ジンジャエール」の500mlペットボトルも「トニック」と共通のデザインにパッケージリニューアルされた。同時に、ニッカウヰスキーが製造する「ウヰルキンソン・ジン」と「ウヰルキンソン・ウォッカ」もリニューアルされた。ジンはボタニカル素材の配合比率が見直され、ウォッカは炭ろ過の過程に用いられる白樺炭の形状が変更された。また、アサヒビールが低アルコール飲料「ウィルキンソン・ハード」の期間限定フレーバーとなる「無糖グレープフルーツ」を発売。7月には、アサヒビールが低アルコール飲料「ウィルキンソン・ハード」に期間限定フレーバー「無糖クールシトラス」を発売。これまでECサイト限定だった「タンサン クリアジンジャ」を同年4月にリニューアルされた「タンサン」系に準じたパッケージデザインの変更を行った上で、量販店（コンビニエンスストア・自動販売機を除く）にも販路が拡大され、店頭での購入が可能となった。8月には、アサヒビールが低アルコール飲料「ウィルキンソン・ハード」に「無糖ドライジンジャ」を追加発売するとともに、「無糖ドライ」と「無糖レモン」はリニューアルが行われた。なお、このタイミングで低アルコール飲料は「ウィルキンソン・ハード」シリーズに集約された。9月には、ブランド初の機能性表示食品となる「タンサン エクストラ」が発売された。10月には、アサヒビールが低アルコール飲料「ウィルキンソン・ハード」の期間限定フレーバーとなる「無糖オレンジ」が発売された。
2019年1月には、アサヒ飲料が「ウィルキンソン タンサン」の新フレーバーとして「タンサン グレープフルーツ」を発売。3月にはアサヒビールが低アルコール飲料「ウィルキンソン・ハード」を
「ウィルキンソン・ハードナイン」に改名して全面リニューアル。4月にはアサヒ飲料が「タンサン」と「タンサン レモン」をリニューアル。炭酸を強めるとともにカートン（段ボール）を側面全てに「WILKINSON」のロゴが配されたデザインに刷新され、「タンサン レモン」はラベルデザインも変更された、同じ日に「タンサン」に紅茶フレーバーの「タンサン ティー」も発売。さらに、アサヒビールも同じ日に低アルコール飲料「ウィルキンソン・ハードナイン」に期間限定フレーバー「無糖ライム」を発売（2018年1月に「ウィルキンソン・ハード」として発売されており、「ウィルキンソン・ハードナイン」にリニューアルの上再発売となる）。なお、「タンサン」の500mlペットボトルは4月中旬より伊藤園が保有する自動販売機への商品供給が開始された。6月にはアサヒビールがアルコール度数7%に設定し、人工甘味料不使用とした低アルコール飲料の新シリーズ「ウィルキンソン・ドライセブン」を発売。7月にはアサヒ飲料が「タンサン」にグレープフルーツを中心とした柑橘類の香りをベースとしたクーリングフレーバーとした「タンサン クールシトラス」を発売、同じ日にアサヒビールが低アルコール飲料「ウィルキンソン・ドライセブン」初の期間限定フレーバー「ドライレモントニック」を発売した。9月にはアサヒビールがニッカウヰスキーの原酒を使用した缶ハイボール「ウィルキンソン・ハイボール」を発売。10月にはアサヒビールが低アルコール飲料「ウィルキンソン・ドライセブン」の期間限定フレーバー「ドライレモンジンジャ」を発売。11月にはアサヒビールが低アルコール飲料「ウィルキンソン・ドライセブン」の期間限定フレーバー「ドライレモンコーラ」を発売。
2020年（令和2年）1月にはアサヒビールが低アルコール飲料「ウィルキンソン・ドライセブン」の期間限定フレーバー「ドライレモントニック」をリニューアルの上再発売。同年3月10日には低アルコール飲料「ウィルキンソン・ドライセブン」のレモンとレモンライムをリニューアルし、期間限定のグレープフルーツを同時発売して3種類に集約。その3週間後の同月31日にはアサヒ飲料が「ウィルキンソン タンサン レモン」に1Lペットを追加発売した。同年6月にはアサヒビールが低アルコール飲料「ウィルキンソン・ドライセブン」に期間限定品「シークァーサー」が発売され、7月にはアサヒ飲料が「タンサン」の新フレーバー「ピーチ」を発売。9月にはアサヒビールが缶ハイボール「ウィルキンソン・ハイボール」の期間限定品「ジンジャエール」が発売され、同じ日にアサヒ飲料が「タンサン」の新フレーバー「マスカット」を発売。12月にはアサヒ飲料が一度終売していた「タンサン クリアジンジャ」を根強いファンの声に応える形で再発売した。
2021年（令和3年）3月には、アサヒ飲料が「タンサン グレープフルーツ」と「タンサン エクストラ」を順次リニューアル。「タンサン グレープフルーツ」は味わいを改良するとともに、黄緑基調にグレープフルーツの果実のイラストを配したデザインに変更。「タンサン エクストラ」は届出表示を"脂肪の吸収を抑える"から"脂肪や糖の吸収を抑える"に変更され、白基調はそのままでブランドカラーである赤を配色したデザインに変更された。4月にはアサヒ飲料が「タンサン」と「タンサン レモン」（各500mlペットボトル）のケース販売用に従来（24本）よりも8本多い32本を設定し、楽天市場の一部サイト限定・数量限定で先行発売。さらに、「タンサン」の新フレーバー「ウメ」も発売された。5月にはアサヒビールが前年に発売された「ウィルキンソン・ハイボール ジンジャエール」をパッケージデザインの変更を受けて期間限定で再発売。7月には「タンサン レモン」をリニューアル。味わいを改良するとともに、パッケージデザインを変更してより黄色を強調したデザインとなった。同じ日に期間限定で発売された「タンサン ピーチ」も果実と炭酸の泡のイラストが描かれた新デザインに変更の上再発売された。9月には「タンサン エクストラ」を再度リニューアル。機能性関与成分を難消化性デキストリンからイソマルトデキストリンへ変更さ。同じ日に「タンサン マスカット」をリニューアルの上再発売。12月には柑橘オイルを使用した「タンサン ライム」を発売した。この結果、2021年の販売数量が発売から117年目にして初めて3,000万箱を超える3,108万箱となり、「メガブランド」への飛躍を果たした。
2022年（令和4年）は2月にアサヒ飲料がウメフレーバーの炭酸水「タンサン ウメ」をリニューアル。金色基調のデザインにリニューアルしたほか、初の4本マルチパックが設定された。3月にアサヒ飲料が「タンサン」初のエクステンションラインとなる「#sober（タグソバー）」を立ち上げ、第1弾としてレモンの香りと辛口ジンジャーフレーバーを特徴とする「スパイシーレモンジンジャー」を発売。4月にはアサヒ飲料が収穫した果実を皮ごと凍結して非加熱で抽出した凍結粉砕果実エキスを使用したフレーバー炭酸水の新ライン「タンサン クラッシュ」を立ち上げ、第1弾として「グレープフルーツ」が発売された。6月にはアサヒ飲料が2016年から2017年にかけて発売されていた「タンサン ドライコーラ」の製品名を「タンサン ゼロコーラ」に改名し、パッケージデザインを刷新して5年ぶりに復活発売。さらに、「タンサン クラッシュ」の第2弾として「オレンジ」をイオングループ限定で発売。7月にはアサヒ飲料が「タンサン クラッシュ」の第3弾となる「パイナップル」、「タンサン #sober」の第2弾となる「スパイシーグリーンアップル」が順次発売された。9月にはアサヒ飲料が機能性表示食品「タンサン エクストラ」のパッケージデザインを変更してリニューアル。その翌月にはアサヒ飲料が「タンサン」と「タンサン レモン」に大容量サイズの580mlペットボトルを追加、ファミリーマート限定で発売された。その2週間後には「タンサン クラッシュ」の第4弾となる「マスカット」が発売された。12月にはアサヒ飲料が「タンサン #sober」の第3弾となる「ピーチ&ウーロン」が発売された。
2023年（令和5年）は2月にアサヒ飲料がウメフレーバーの炭酸水「タンサン ウメ」をリニューアル。従来の赤梅フレーバーから青梅フレーバーへ変更された。3月にアサヒ飲料が「タンサン #sober」をリニューアル。包装を450mlペットボトルから350ml缶に変更され、従来の「スパイシーレモンジンジャ」の後継品である「レモン&ジンジャ」と微糖タイプの「アップル&トニック」の2種類となった。4月にはアサヒ飲料が「タンサン」と「タンサン レモン」をリニューアル。パッケージデザインが変更されるとともに、「タンサン レモン」は風味や味わいが改良された。また、18日にはアサヒ飲料が食物繊維を含む炭酸水「タンサン ファイバー」が発売された。5月にはアサヒ飲料が「タンサン クラッシュ グレープフルーツ」、6月にはアサヒ飲料が「タンサン ゼロコーラ」を順次リニューアルされた。
2024年（令和6年）は3月12日にアサヒ飲料が炭酸飲料「ジンジャエール」「ドライ ジンジャエール」「トニック」の3種をリニューアル。これら3種の中で唯一、190mlリターナル瓶のみが販売されていた「ドライ ジンジャエール」に500mlペットボトルが新たに追加された（ただし、「ジンジャエール」と「トニック」は今回のリニューアル前より500mlペットボトルも継続販売されている）。

## ウィルキンソンブランドの商品
（2024年8月現在）
アサヒ飲料製品
- ウィルキンソン タンサン（赤 / 190mlリターナブル瓶・250ml缶・300mlワンウェイ瓶・300mlペットボトル・500mlペットボトル・500mlペットボトル4本マルチパック・1Lペットボトル）
- ウィルキンソン タンサン レモン（青 / 500mlペットボトル・500mlペットボトル4本マルチパック・1Lペットボトル）
- ウィルキンソン タンサン ウメ（黒→金→青+緑 / 500mlペットボトル・500mlペットボトル4本マルチパック）
- ウィルキンソン タンサン ゼロコーラ（黒 / 500mlペットボトル）
- ウィルキンソン タンサン レモン&ライム（白 /500mlペットボトル）※Amazon.co.jp限定
- ウィルキンソン タンサン #sober レモン&ジンジャ（350ml缶）
- ウィルキンソン タンサン #sober アップル&トニック（350ml缶）
- ウィルキンソン タンサン クラッシュグレープフルーツ（黄緑 / 500mlペットボトル）
- ウィルキンソン タンサン クラッシュオレンジ（橙 / 500mlペットボトル）※イオングループ限定
- ウィルキンソン タンサン クラッシュマスカット（500mlペットボトル）
- ウィルキンソン タンサン エクストラ【機能性表示食品】 （白+赤 / 490mlペットボトル）
- ウィルキンソン タンサン エクストラ レモン【機能性表示食品】（白+青 / 490mlペットボトル）※ファミリーマート限定
- ウィルキンソン タンサン エクストラ ピンクグレープフルーツ【機能性表示食品】（白+ピンク / 490mlペットボトル）※ファミリーマート限定
- ウィルキンソン タンサン ファイバー（金 / 490mlペットボトル）
- ウィルキンソン ジンジャエール（190mlリターナブル瓶・500mlペットボトル）
- ウィルキンソン トニック（190mlリターナブル瓶・500mlペットボトル）
- ウィルキンソン ドライジンジャエール（190mlリターナブル瓶・500mlペットボトル）

アサヒビール製品
- （2024年8月現在該当なし）

ニッカウヰスキー製品（販売はアサヒビール）
- ウヰルキンソン・ウォッカ40°（300ml瓶・720ml瓶・1920mlペットボトル）
- ウヰルキンソン・ウォッカ50°（720ml瓶）
- ウヰルキンソン・ジン37°（300ml瓶・720ml瓶・1920mlペットボトル）
- ウヰルキンソン・ジン47.5°（720ml瓶）

製造終了品
- 炭酸飲料
  - ウヰルキンソン レモネード（190mlリターナブル瓶） - 1983年（昭和58年）に製造・販売を開始したが、先述の通り1988年を以て製造・販売終了。
  - ウィルキンソン ドライコーラ（500mlペットボトル）
  - ウィルキンソン ジンジャエール辛口（500mlペットボトル） - 「ジンジャエール」に500mlペットボトルを追加設定したことに伴い製造終了。
  - ウィルキンソン ミキシング オレンジ（500mlペットボトル） - 先述の通り2013年7月に発売されたが、同年11月に製造終了。
  - ウィルキンソン レモネード（500mlペットボトル）- サークルKサンクス限定商品。2013年9月 - 11月まで限定販売されていた。
  - ウィルキンソン ミキシング アップル（500mlペット）- 先述の通り2014年2月に発売されたが、同年4月に製造終了。
  - ウィルキンソン ミキシング ブラッドオレンジ（500mlペットボトル）
  - ウィルキンソン ミキシング レモンミント（500mlペット）※イオングループ限定製品
  - ウィルキンソン ミキシング グレープフルーツ（500mlペットボトル）
  - ウィルキンソン タンサン ドライコーラ（500mlペットボトル） - 2022年に「タンサン ゼロコーラ」に改名し再発売。
  - ウィルキンソン タンサン ドライ（黒 / 500mlペットボトル）
  - ウィルキンソン タンサン クリアジンジャ（緑 / 500mlペットボトル）※コンビニエンスストア・自動販売機は除く
  - ウィルキンソン タンサン ティー（えんじ / 500mlペットボトル）
  - ウィルキンソン タンサン クールシトラス（500mlペットボトル）
  - ウィルキンソン タンサン ピーチ（ピンク / 500mlペットボトル）
  - ウィルキンソン タンサン マスカット（緑 / 500mlペットボトル）
  - ウィルキンソン タンサン ライム（黄緑 / 490mlペットボトル）
  - ウィルキンソン タンサン グレープフルーツ（黄 / 500mlペットボトル） - 「ウィルキンソン タンサン クラッシュグレープフルーツ」へ継承
  - ウィルキンソン タンサン オレンジ（橙 / 500mlペットボトル）※イオングループ限定製品 - 「ウィルキンソン タンサン クラッシュオレンジ」へ継承
  - ウィルキンソン タンサン クラッシュパイナップル（水色 / 500mlペットボトル）
  - ウィルキンソン タンサン #sober スパイシーレモンジンジャ（450mlペットボトル）- 缶製品の「ウィルキンソン タンサン #sober レモン&ジンジャ」へ継承
  - ウィルキンソン タンサン #sober スパイシーグリーンアップル（450mlペットボトル）
  - ウィルキンソン タンサン #sober ピーチ&ウーロン（450mlペットボトル）
- 低アルコール飲料 - 2020年に政府より原料用アルコールの一部を消毒用アルコール転用の要請があったため、「ウィルキンソン・ハードナイン」を終売、「ウィルキンソン・ドライセブン」も2020年2月のリニューアルに伴うラインナップの縮小を経て終売となった。
  - ウィルキンソン トニック+ウォッカ（350ml缶・500ml缶）
  - ウィルキンソン ジンジャエール+ウォッカ（350ml缶・500ml缶）
  - ウィルキンソン ジントニック+レモンライム（350ml缶・500ml缶）
  - ウィルキンソン ジントニック+ビターグレープフルーツ（350ml缶）※期間限定品
  - ウィルキンソン・ハード無糖ドライ（350ml缶・500ml缶） - 2019年3月に「ウィルキンソン・ハードナイン 無糖ドライ」へ改良
  - ウィルキンソン・ハード無糖レモン（350ml缶・500ml缶）- 2019年3月に「ウィルキンソン・ハードナイン 無糖レモン」へ改良
  - ウィルキンソン・ハード無糖ドライジンジャ（350ml缶・500ml缶） - 2019年3月に「ウィルキンソン・ハードナイン 無糖ジンジャ」へ改良
  - ウィルキンソン・ハード無糖ライム（350ml缶・500ml缶）※期間限定品
  - ウィルキンソン・ハード無糖グレープフルーツ（350ml缶・500ml缶）※期間限定品
  - ウィルキンソン・ハード無糖クールシトラス（350ml缶・500ml缶）※期間限定品
  - ウィルキンソン・ハード無糖オレンジ（350ml缶・500ml缶）※期間限定品
  - ウィルキンソン・ハードナイン 無糖ライム（350ml缶・500ml缶）※期間限定品
  - ウィルキンソン・ハードナイン 無糖ドライ（350ml缶・500ml缶）
  - ウィルキンソン・ハードナイン 無糖レモン（350ml缶・500ml缶）
  - ウィルキンソン・ハードナイン 無糖ジンジャ（350ml缶・500ml缶）
  - ウィルキンソン・ドライセブン ドライレモン（350ml缶・500ml缶）
  - ウィルキンソン・ドライセブン ドライレモンライム（350ml缶・500ml缶）
  - ウィルキンソン・ドライセブン レモン（350ml缶・500ml缶）
  - ウィルキンソン・ドライセブン レモンライム（350ml缶・500ml缶）
  - ウィルキンソン・ドライセブン ドライレモンコーラ（350ml缶・500ml缶）※期間限定品
  - ウィルキンソン・ドライセブン ドライレモンジンジャ（350ml缶・500ml缶）※期間限定品
  - ウィルキンソン・ドライセブン ドライレモントニック（350ml缶・500ml缶）※期間限定品
  - ウィルキンソン・ドライセブン グレープフルーツ（350ml缶・500ml缶）※期間限定品
  - ウィルキンソン・ドライセブン シークァーサー（350ml缶・500ml缶）※期間限定品
- アサヒビール製品
  - ウィルキンソン・ハイボール（350ml缶・500ml缶）〈品目:リキュール(発泡性)①〉
  - ウィルキンソン・ハイボール ジンジャエール（350ml缶・500ml缶）〈品目:リキュール(発泡性)①〉※期間限定品
  - ブラックニッカ クリアハイボール WILKINSON™ ウィルキンソンタンサン使用（250ml缶・350ml缶)〈品目:水割りウイスキー(発泡性)①〉[65]

## CM使用曲
- 自由への疾走（レニー・クラヴィッツ）

## CM出演者

### 現在の出演者
- 井上尚弥（2021年4月 - ）
- 菅原小春（2021年3月 - ）
- 菅田将暉（2022年4月 - ）
- 池田美優（タンサン #sober、2022年3月 - ）
- emma（タンサン #sober、2022年3月 - ）

### 過去の出演者
- 斎藤工（2014年4月 - 2016年3月）[66]
- ディーン・フジオカ（2016年4月 - 2019年3月）[67]
- シシド・カフカ（2018年9月 - 2019年3月）「ウィルキンソン タンサン エクストラ」[20]
- 大谷亮平（2019年4月 - 2021年）「ウィルキンソン タンサン」「ウィルキンソン タンサン レモン」[68]
- 篠原涼子（2019年9月 - 2021年）「ウィルキンソン タンサン エクストラ」「ウィルキンソン タンサン レモン」[69][70]